# Delphyre aurantiiceps
Delphyre aurantiiceps är en fjärilsart som beskrevs av Max Wilhelm Karl Draudt 1915. Delphyre aurantiiceps ingår i släktet Delphyre och familjen björnspinnare. Inga underarter finns listade i Catalogue of Life.